# Mîkolaiivka, Sofiivka
Mîkolaiivka (în ucraineană Миколаївка) este localitatea de reședință a comunei Mîkolaiivka din raionul Sofiivka, regiunea Dnipropetrovsk, Ucraina.

## Demografie
Componența lingvistică a localității Mîkolaiivka
     Ucraineană (95,48%)
     Rusă (2,95%)
     Alte limbi (0,74%)
Conform recensământului din 2001, majoritatea populației localității Mîkolaiivka era vorbitoare de ucraineană (95,48%), existând în minoritate și vorbitori de rusă (2,95%).